# Parafia Narodzenia Przenajświętszej Bogurodzicy we Wrocławiu
Parafia katedralna Narodzenia Przenajświętszej Bogurodzicy – parafia prawosławna we Wrocławiu, w dekanacie Wrocław diecezji wrocławsko-szczecińskiej.
Na terenie parafii funkcjonuje 1 cerkiew:
- sobór Narodzenia Przenajświętszej Bogurodzicy we Wrocławiu – parafialna i jednocześnie katedralna

## Historia
Pierwsze nabożeństwo prawosławne we Wrocławiu odprawiono 11 grudnia 1946 w budynku przy ulicy Karola Kniaziewicza. W latach 1947–1964 kolejna cerkiew domowa mieściła przy ulicy Jana Henryka Dąbrowskiego 14/16 w dawnym budynku Gminy Wolnoreligijnej (obecnie jest to kościół wrocławskiego zboru adwentystycznego). Sprowadzono ikonostas pochodzący z rozebranej w 1938 cerkwi św. Mikołaja w Sosnowcu. W związku ze wzrostem w latach 50. XX w. liczby wiernych podjęto starania o pozyskanie większego obiektu sakralnego. W 1963 parafii przekazano zrujnowany, będący w trakcie odbudowy kościół św. Barbary (przy ulicy św. Mikołaja 40), który w 1964 został ustanowiony katedrą (pod wezwaniem Narodzenia Przenajświętszej Bogurodzicy) prawosławnej diecezji wrocławsko-szczecińskiej. Remont i adaptacja świątyni do potrzeb liturgii prawosławnej trwały do lat 90. XX w. (odrestaurowanie elewacji, odbudowa wież, naprawa dachu, umieszczenie ikonostasów, wykonanie fresków). W 1994 zakończono przebudowę domu parafialnego, będącego jednocześnie siedzibą kurii.
Na początku lat 60. XX w. do parafii należało około 500 wiernych. W późniejszym okresie z parafii katedralnej wydzielono:
- parafię Świętych Cyryla i Metodego (1970);
- parafię wojskową Podwyższenia Krzyża Pańskiego (1996);
- parafię św. Piotra Mohyły (2001).

W 2013 wrocławska parafia katedralna liczyła około 150 osób.

## Wykaz proboszczów
- 1946–1948 – ks. Aleksy Znosko
- – ks. Michał Kalin
- – ks. Atanazy Sławiński
- – ks. Jan Romańczuk
- – ks. Eugeniusz Bójko
- 1993–2004 – ks. Aleksander Konachowicz
- – ks. Jerzy Szczur (obecnie)